# Astrid Mamina
Astrid Mamina, née en 1975 à Kinshasa, est une comédienne et une metteuse en scène congolaise.

## Biographie
Née en 1975 à Kinshasa, elle rejoint en 1993 l’Écurie Maloba, et se passionne dès lors pour le théâtre. L’Écurie Maloba est à la fois une troupe et un lieu d’échanges et de création théâtral, implantés à Bandalungwa. Comédienne dans un premier temps, elle s’intéresse progressivement aux éléments  nécessaires aux  représentations, le décor, la régie plateau, la régie lumière, les costumes et finalement la mise en scène.
Elle met en scène des auteurs contemporains, africains ou européens, comme Philippe Blasband, Bernard-Marie Koltès, Jean-Luc Lagarce, Slimane Benaïssa, ou encore Ousman Aledji,,. Elle crée ainsi un spectacle consacré aux immigrés, joué par l’acteur Dieudonné Kabongo , où il est seul en scène, sur un texte de Philippe Blasband : L’Invisible,,. Elle travaille aussi sur la base d’autres auteurs comme la femme de lettres congolaise Marie-Louise Mumbu, dont elle met en scène, avec Faustin Linyekula, le texte Mes obsessions : j'y pense et puis je crie.Elle est mère d'une fille depuis 2009.
Avec la comédienne Germaine Ololo de la République du Congo, elle se produit dans des spectacles en Afrique Centrale et de l'Ouest.